# Dactyloptena gilberti
Dactyloptena gilberti е вид лъчеперка от семейство Dactylopteridae. Видът не е застрашен от изчезване.

## Разпространение и местообитание
Разпространен е в Бахрейн, Индия, Оман, Провинции в КНР, Сомалия, Тайван, Тайланд, Хонконг, Шри Ланка и Япония.
Обитава крайбрежията и пясъчните дъна на океани, морета и заливи. Среща се на дълбочина от 20 до 64 m, при температура на водата около 25,2 °C и соленост 39,7 ‰.

## Описание
На дължина достигат до 25 cm.